# Volodino (raion de Beriózovka)
|  | Per a altres significats, vegeu «Volodino». |

Volodino (en rus: Володино) és un poble del krai de Perm, a Rússia, que pertany al raion de Beriózovka. El 2010 tenia 69 habitants.